# Portulacaria fruticulosa
Portulacaria fruticulosa (anteriorment Ceraria fruticulosa o Ceraria schaeferi) és una planta suculenta que es troba a la zona fronterera entre Namíbia i Sud-àfrica.
És un arbust de fusta tova, caducifoli amb fulles suculentes rodones i planes. Té flors bisexuals sobre inflorescències sèssils. Dins del gènere Portulacaria, està més relacionat amb la seva petita espècie germana, Portulacaria pygmaea.